# Coelichneumon bodmanorum
Coelichneumon bodmanorum là một loài tò vò trong họ Ichneumonidae.